# 御譜代町
御譜代町（ごふだいまち）は、江戸時代の仙台藩・陸奥国領仙台城の城下町で尊重された6つの町の総称である。単に譜代町ともいう。大町、肴町、南町、立町、柳町、荒町で、仙台の町人町の中で上位に置かれた。
江戸時代初めには商業上の特権を与えられたが、後に取り払われて形骸化し、形式的な序列となった。

## 概要
御譜代町は、伊達氏が戦国大名だったころの米沢城下町にあった6つの町が、その本拠地の移転にともなって1590年（天正18年）に岩出山へ、続いて1601年（慶長6年）に仙台へと移ってきたものである。このことから、伊達御供（だておとも）の町といった表現もなされる。城下町建設時には中心部に固めて置かれ、後に柳町と荒町が奥州街道沿いに移転・再設定された。
御譜代町は城下の町人町の町列の中で最上位に格付けされた。1651年（慶安4年）まで、9月の1か月間主要商品の売買を当番の町でだけ認められるという「九月御日市」の特権を享受した。他に1675年（延宝3年）までは、個々の町もその町だけの専売権を持っていた。いずれも営業を自由化するかわりに元の町に日市銭、役金という金銭を納めることになって廃止された。特権の衰退とともに御譜代町という言葉も用いられなくなったが、格式では6町が町列の上位を占め続けた。
明治時代に入ると町列はなくなり、日市銭も役金も廃止され、6町を上位とする制度は消え去った。

## 伊達氏に従った移転
| 米沢         | 岩出山 | 仙台 |
| ------------ | ------ | ---- |
| 大町         | 大町   | 大町 |
| 東町         | 肴町   | 肴町 |
| 南町・大学町 | 大学町 | 南町 |
| 立町         | 立町   | 立町 |
| 柳町         | 柳町   | 柳町 |
| 新町         | 新町   | 荒町 |

「御譜代町」という語は、江戸時代初期にまとめられた「御日市留方」という史料にのみ現れる。
仙台の6町の起源は戦国時代に伊達氏が本拠を置いた米沢城下の6つの町にあった。米沢の町人は、天正18年（1591年）に伊達政宗が岩出山に移されると、これに従って移り住んだ。1601年に政宗が仙台に移ることを決めると、また従って移った。町の地名は移転後も残り、米沢では6町が上杉氏の城下町作りの基礎になり、慶長14年（1609年）か同15年（1610年）頃までは旧態をとどめていた。転出後に一回り小さくなった岩出山では大学町と肴町が武家屋敷に割り当てられた。大学町は、米沢における南町の別称である。
伊達氏が伊達郡を本拠にしていた頃から従っていたとする説もある。その時代の伊達郡には大きな町があったとは考えられないので、伊達氏に仕えた武士のうち米沢の城下に住んで町の草分けになった者と推測される。戦国時代と思われる年代不明の文書に、町から鉄砲・弓・騎馬といった戦闘員が動員されたことを記すものがあり、米沢では町人と武士が画然と分かれていなかったと思われる。
政宗は天正17年（1589年）に蘆名氏から奪った会津の黒川城に本拠を移し、翌年豊臣秀吉に服属した際に取り上げられて米沢に戻ったが、この時に6町が追随したかは不明である。

## 町の序列
仙台の城下町は、武家屋敷、町人屋敷、寺社地に区分される。町人町は江戸時代中期までに24になり、町列と呼ばれる序列が定められた。その上位を御譜代町が占めた。大町、肴町、南町、立町、柳町、荒町の順番である。はじめ、御譜代町は城下の中心に、城に寄せて固めて配置されたが、柳町と荒町が後に南東の奥州街道沿いに移った。
それぞれの町には、町役人である検断とその補佐である肝入（肝煎）が置 かれて支配した。御譜代町の町役人の家についていくつか知られるところでは、彼らは町とともに移り住んだというだけでなく、戦国時代に伊達氏に従軍して戦ったという由緒を持っていた。
6町のうち、大町は「○丁目」で分けられた仙台で唯一の町である。もとは一から五丁目までまとめて検断の青山氏が支配したが、慶長10年頃（1605年）に一二丁目と三四五丁目に行政単位が分割された。分割当初は、月行司の輪番制で運営した一二丁目が、青山家を引き続き検断とした三四五丁目より上位にあった。一二丁目は、承応2年（1653年）に月行司を廃止して検断と変わらない年行司をおき、米川家に委ねた。町列は検断の席次に反映されるので、一二丁目を町列の上位にすると、他の町の検断が新たに年行司になった米川家より下に置かれてしまう。それを避けるため、一二丁目は町列を18番目まで下げられた。

## 九月御日市
| 町名 | 町名       | 干支（順番） | 干支（順番） |
| ---- | ---------- | ------------ | ------------ |
| 南町 | 南町       | 子(1)        | 午 (7)       |
| 大町 | 三四五丁目 | 丑(2)        | －           |
| 大町 | 一二丁目   | －           | 未 (8)       |
| 肴町 | 肴町       | 寅(3)        | 申 (9)       |
| 立町 | 立町       | 卯(4)        | 酉(10)       |
| 荒町 | 荒町       | 辰(5)        | 戊(11)       |
| 柳町 | 柳町       | 巳(6)        | 亥(12)       |

九月御日市（九月日市）は、御譜代町に特権として認められた市である。期間は毎年9月の1か月間で、6町のうち1つで市が立ち、城下と周辺では主要17品目の商売が禁じられた。他の商人は日市が立つ町に出かけてそこで場所か店を賃借りして商売した。6年で一巡する順番は表の通りである。二つに分かれた大町は、12年に1回となる。
九月御日市は、米沢時代から引き続いだ古い特権ではないかと推測されている。この種の定期市は、中世の日本では商業形態として常設店舗より一般的で、遠隔地からくる行商人や、自らの産物を持ち寄ってくる近隣の人に便宜をはかるものでもあった。月ごとの日市は、国分町と二日町、また北目町も持っていた。これらは仙台以前にあった町が近隣から移転したもので、御譜代町とともに仙台より古い町である。
城下町が発展してくるとこれら御日市は他の町の商売の妨げになり、慶安4年（1651年）10月に廃止された。廃止後は、城下の商人から御日市銭70貫480文を取り立て、それを6年1巡りで分配することになった。

## 町ごとの専売特権
6つの町は、その品目はその町でだけ商うことができるという個別の専売特権を持っていた。これも日市の特権と似て、その商いをしたければ町に住むか店を借りるかしろ、というものである。その品目は、大町一丁目が古手（古着）、二丁目から四丁目が木綿・絹布・小間物、五丁目が油。肴町が五十集物（魚など水産物）、南町が八百屋物・干物・荒物、立町が穀類、柳町が茶、荒町が麴（麹）である。この種の専売特権は、田町の紙、北材木町の材木など仙台で新たに作られた町も持っており、御譜代町だけに与えられたものではない。
この特権は、小売については延宝3年（1675年）の売り散らし令で廃止され、日市廃止のときと同様に城下の商人から営業税を取り立てて町に与えることで替えられた。

## 町の繁栄
江戸時代中期以降も6町は町列の先頭を占め続けた。しかしもはや一つのまとまりとして扱われることはなく、個々の町が個々にその古い由緒を唱えるにとどまった。日市銭徴収は町の間で処理されたので、個々の商人の意識は及ばない。残存した経済特権も、個々の町を基盤にしつつ、商人が個々に加入・構成する仲間組織に与えられるものになった。仙台領のいわゆる六仲間だが、その成立過程は不明な点が多い。
6つの町は、仙台の24の町の中では比較的繁栄していた。中でも大町は別格で、六仲間のうち五つの仲間の特権を集約し、国分町と並ぶかそれを凌いで仙台城下の中心商業地であった。他の5町は、平均より上ではあるものの、その他の町を圧倒するほどではなかった。江戸時代にも商家の浮沈は激しく、御譜代町が古いからといってそこにある店が古いとは一概に言えないものがあったが、古い由緒の店が御譜代町に多い傾向はあった。
町並みの点では、江戸時代初めからの建物は早くに失われた。しばしば大火に見舞われたためである。仙台に限らず、近世初期の東北地方の商家は木造、板壁で、屋根に石を乗せて重しにしたような質素な建物が多かった。瓦葺、白塗り壁は時代に下るにつれて徐々に普及した。

## 明治時代以降
明治時代以降は御譜代町の特権の残滓は一掃され、侍町、町人町という区別もなくなった。6町は依然商業地であったが、新興の商店街に圧される所も出てきた。それでも明治以後第2次世界大戦までの旧御譜代町には立派な蔵造りの店が多く、大藩の旧城下町としての風格を伝えていた。
1945年（昭和20年）7月10日の仙台空襲とその後の戦後復興が、仙台という都市の転機になった。御譜代町のうち大町は中心的な商店街・中心業務地区の一角として残ったが、肴町と立町は中高層の住宅地に、南町は業務街の一角となった。江戸時代からそれほど振るわなかった柳町、空襲をまぬがれた荒町は、小規模な商店街を残している。
仙台初売りは米沢時代の商習慣が御譜代町の移転に伴って持ち込まれたとされる。